# Factory Island Indian Reserve 1
Factory Island Indian Reserve 1 är ett reservat i Kanada.   Det ligger i provinsen Ontario, i den östra delen av landet, 700 km nordväst om huvudstaden Ottawa.
Trakten runt Factory Island Indian Reserve 1 är nära nog obefolkad, med mindre än två invånare per kvadratkilometer.